# Wielkie oczekiwanie
Wielkie oczekiwanie – finałowy odcinek amerykańskiego serialu telewizyjnego Sześć stóp pod ziemią. Epizod ten był wielokrotnie nominowany i nagradzany (m.in. do Nagrody Emmy, Złotych Globów).
Przez wielu krytyków uznawany jest za najlepszy odcinek serialu, jak i najwybitniejszy odcinek końcowy serialu telewizyjnego, jaki kiedykolwiek powstał.

## Opis odcinka
Rodzi się córka Nate’a i Brendy. Willa urodziła się jednak 2 miesiące za wcześnie, jest wcześniakiem i musi pozostać w szpitalu. Załamanej Brendzie wydaje się, że widzi swojego zmarłego męża. Nate przekonuje ją w jej wizjach, iż ich dziecko jest śmiertelnie chore i jego śmierć jest tylko kwestią czasu.
Rico namawia Davida do sprzedania domu pogrzebowego, jednak on i Keith musieliby wykupić 25% udziałów Diaza, aby ten mógł samodzielnie prowadzić interes. Keith nakłania Davida, aby ten opuścił na jakiś czas ich mieszkanie, ponieważ jego załamanie po stracie brata źle wpływa na chłopców. Przenosi się on więc do swojego starego domu. Tam musi stawić czoła ojcu, z którym w wyobraźni spiera się co do porzucenia rodzinnego interesu i swojego stylu życia. W chwili zniknięcia Nathaniela ponownie pojawia się Jake w czerwonej bluzie. Jednak tym razem Dave’owi udaje się opanować strach i zobaczyć twarz prześladowcy – jest nim on sam. Keith oznajmia Davidowi, że ma wystarczająco dużo pieniędzy żeby wykupić Frederica. Razem z Davidem postanawiają osiedlić się z dziećmi w starym mieszkaniu Dave’a – domu pogrzebowym.
Maya wraca do Brendy. Ruth musi teraz poradzić sobie z własnymi problemami i bólem jaki pozostał po stracie pierworodnego. Dzwoni do Maggie, u której znajduje ukojenie dowiadując się, że jej syn był szczęśliwy w ostatnich chwilach życia. Claire spędza czas z Tedem robiąc im obojgu zdjęcia. Dostaje ofertę pracy w Nowym Jorku, jako asystent fotografa. Kiedy mówi o tym matce, dowiaduje się, że ta właśnie odblokowała jej konto z pieniędzmi ojca. Strapioną Brendę odwiedza Nate, który nareszcie okazuje swoją miłość do niej i do ich córki. Claire dostaje telefon, który oznajmia, że oferta pracy jest już nieaktualna. Dziewczyna jest załamana, ponieważ nie wie co ma powiedzieć na kolacji pożegnalnej, jednak objawia się jej Nate, który nakłania ją żeby mimo wszystko wyjechała z domu. Podczas uroczystości w domu Davida i Keitha na którą przybywają Fisherowie i ich najbliżsi wszyscy wspominają Nate’a i jego życie. George, a za nim reszta, wznosi za niego toast.
Następnego poranka Claire budzi śpiew Nate’a dochodzący z budzika. Nate, który siedzi na krześle, mówi jej, żeby się pospieszyła, bo wszyscy na nią czekają, i wychodzi z sypialni. Na dole Claire żegna się ze wszystkimi członkami rodziny i robi im wspólne pamiątkowe zdjęcie. Widząc to, Nate mówi jej do ucha „Nie możesz temu zrobić zdjęcia, to już odeszło” (ang. You can't take a picture of this, it's already gone.). Claire wsiada do samochodu i włącza w odtwarzaczu CD piosenkę „Breathe Me” Sii, którą słychać do końca sceny; Claire w bocznym lusterku widzi biegnącego przez chwilę za samochodem Nate’a. W drodze Claire do Nowego Jorku przedstawiono kilka scen będących obrazami z przyszłości – m.in. tego, jak kolejno umierają jej bliscy i ostatecznie ona sama w 2085.

## Muzyka
- „Empty Spaces” – Lifehouse
- „Sur Le Pont D’Avignon” – Peter Macdissi
- „Avolta” – Arsenal
- „Take Me In Your Arms” (Rock Me A Little While) – Kim Weston
- „Doctor My Eyes” – Jackson Browne
- „Always Worth It” – Sarah Blasko
- „I Changed My Mind” (Stereo MC’s Rattlesnake Remix) – Lyrics Born
- „What’ll I Do” – Nat King Cole
- „I Just Want To Celebrate (Mocean Worker Remix)” – Rare Earth
- „Breathe Me” – Sia Furler